# Yume Nikki
Yume Nikki (яп. ゆめにっき юмэникки, букв. «Дневник сновидений») ― бесплатная компьютерная инди-игра, созданная японским разработчиком под псевдонимом «Кикияма» (англ. Kikiyama, яп. ききやま) и выпущенная в 2004 году. Хотя Yume Nikki была разработана с помощью программы-конструктора RPG Maker, предназначенной для создания японских ролевых игр, игра практически не содержит ролевых элементов, диалогов или сколько-нибудь сложного сюжета; вместо этого предлагая игроку исследовать миры сновидений главной героини Мадоцуки, полные завораживающих и тревожащих визуальных образов.
Вокруг игры возникло оживлённое сообщество почитателей, пытающихся интерпретировать её или создавать подобные произведения; таким образом, было создано около 200 фанатских игр. В 2013 году были выпущены основанные на игре манга и ранобэ. В начале 2018 года игра была опубликована в Steam издателем Playism; компания Kadokawa Games также выпустила собственную игру-ремейк под названием Yume Nikki: Dream Diary, основанную на Yume Nikki.

## Игровой процесс
Игрок управляет Мадоцуки (яп. 窓付き Мадо-цуки, от яп. «窓» — «окно» и «つき/月» — «луна», т. е. «луна в окне») ― девочкой, живущей в одиночестве взаперти своей квартиры. Из квартиры невозможно выйти никуда, кроме балкона, и есть лишь один путь начать игру ― лечь в постель и уснуть, попав в мир снов. Единственные интерактивные объекты в комнате — это кресло у стола, позволяющее делать записи в дневник и сохраняться, телевизор и игровая приставка, напоминающая NES Famicom. Если включить её, можно будет сыграть в NASU (с яп. — «баклажан», также слово NASU созвучно с NES), восьмибитную мини-игру.
Заснув, Мадоцуки в своём сне переносится на балкон и, выходя через дверь своей комнаты, попадает в Нексус — отправную точку мира сновидений, содержащюю в себе 12 дверей; за ними скрываются разнообразные фантасмагорические миры. Встречаясь с различными существами, Мадоцуки может получать от них «эффекты» ― специальные предметы, необходимые для прохождения и завершения игры. Некоторые из них просто изменяют внешний вид героини, другие же дают новые возможности. Собрав все 24 эффекта и выложив их в Нексусе, игрок сможет увидеть концовку.
Игровые локации достаточно запутаны и необычны, некоторые из них переплетаются между собой и имеют особенность строится таким образом, что выбраться из них можно, только используя обратный путь и реверсивную логику. Управление в игре осуществляется с клавиатуры; по нажатию на определённые кнопки, Мадоцуки может использовать «эффекты» или проснуться, ущипнув себя за щёку — это позволяет выйти из сна и вернуться в квартиру.
В игре нельзя умереть, но встречаются агрессивно настроенные существа, например, люди-птицы (яп. 鳥人間 торининген), выглядящие как долговязые девушки с птичьими клювами. При встрече они начинают преследовать героиню и, касаясь её, телепортируют в локацию без выхода, заставляя игрока просыпаться и начинать путь заново. Есть и мирно настроенные торинингены, бесцельно блуждающие по дороге; при столкновении с ними ничего не происходит, но если ударить одного из них ножом, все они станут агрессивными.

## Разработка
Yume Nikki была впервые опубликована в сеть 26 июня 2004 года на анонимном форуме 2ch.net, крупнейшем в Японии. Игра была создана на популярном движке RPG Maker 2003. Её создатель, скрывающийся под псевдонимом «Кикияма», предпочёл сохранять свою анонимность: ни настоящее имя Кикиямы, ни место его жительства, ни даже пол так и не стали известны; известно только, что он писал на японском языке. 
В то время, как игра распространялась по сети через прямые ссылки и сайты поклонников а также была переведена энтузиастами на английский язык, Кикияма последовательно обновлял игру. В 2007 году после того, как была выпущена версия игры 0.10, Кикияма прекратил общение с поклонниками и исчез; после этого времени Yume Nikki больше не обновлялась. Некоторые ранние версии игры (включая самый первый релиз), ныне считаются утерянными.
Утверждалось, что Кикияма последний раз выходил на связь в 2011 году, незадолго до землетрясения в регионе Тохоку. Тем не менее, он сотрудничал с разработчиками ремейка Yume Nikki: Dream Diary, вышедшего в 2018 году, но и они предпочли сохранить информацию о создателе игры в тайне. В феврале 2023 года Кикияма дал интервью разработчику Undertale Тоби Фоксу для его ежемесячной колонки в журнале Famitsu, при этом Тоби Фокс взял на себя ограничение задавать вопросы, на которые можно ответить либо «да», либо «нет», и которые не будут связаны с сюжетом игры, а Кикияма согласился в таком случае ответить на 10 вопросов.

## Игры по мотивам
В 2018 году японская компания Kadokawa Games выпустила игру Yume Nikki: Dream Diary — вольный ремейк Yume Nikki, использующий трёхмерную графику с видом сбоку. Эта версия также включала в себя мини-игры Super NASU и Ao Oni (отсылка на одноимённую хоррор-игру, также написанную на RPG Maker). Ремейк, страдающий от множества технических проблем, получил посредственные отзывы прессы: обозреватели писали, что Yume Nikki: Dream Diary утратила свойственное оригиналу очарование.